# Joachim Schuster
Joachim Schuster (ur. 28 października 1962 w Rastatt) – niemiecki politolog i polityk, wykładowca akademicki, poseł do parlamentu Wolnego Hanzeatyckiego Miasta Brema i członek egzekutywy kraju związkowego, deputowany do Parlamentu Europejskiego VIII i IX kadencji.

## Życiorys
Ukończył w 1989 politologię na Uniwersytecie w Marburgu. W 1993 na podstawie pracy poświęconej unii walutowej obronił doktorat na Uniwersytecie w Bremie. Pracował jako nauczyciel akademicki, niezależny politolog przy różnych projektach badawczych, w 1999 został dyrektorem instytutu stosowanych nauk społecznych i politycznych, zajmującym się badaniem m.in. rynku pracy.
W 1982 wstąpił do Socjaldemokratycznej Partii Niemiec, pełnił różne funkcje w organizacji młodzieżowej i w lokalnych strukturach partii. W latach 1999–2006 był posłem do parlamentu Bremy (Bremische Bürgerschaft), a następnie (do 2012) członkiem egzekutywy kraju związkowego (jako zastępca senatora).
W wyborach europejskich w 2014 z ramienia socjaldemokratów został wybrany do Europarlamentu VIII kadencji. W 2019 z powodzeniem ubiegał się o reelekcję.